# Flughafen Friedrichshafen
Luchthaven Friedrichshafen (IATA: FDH, ICAO: EDNY) is een luchthaven, 3 km ten noorden van de Duitse stad Friedrichshafen. Het is de op drie na drukste luchthaven van Baden-Württemberg; hij zorgde voor vervoer voor ongeveer 340.000  passagiers in 2022, tegen nog 600.000 in 2005. De luchthaven is ook bekend als Bodensee Airport, Friedrichshafen.

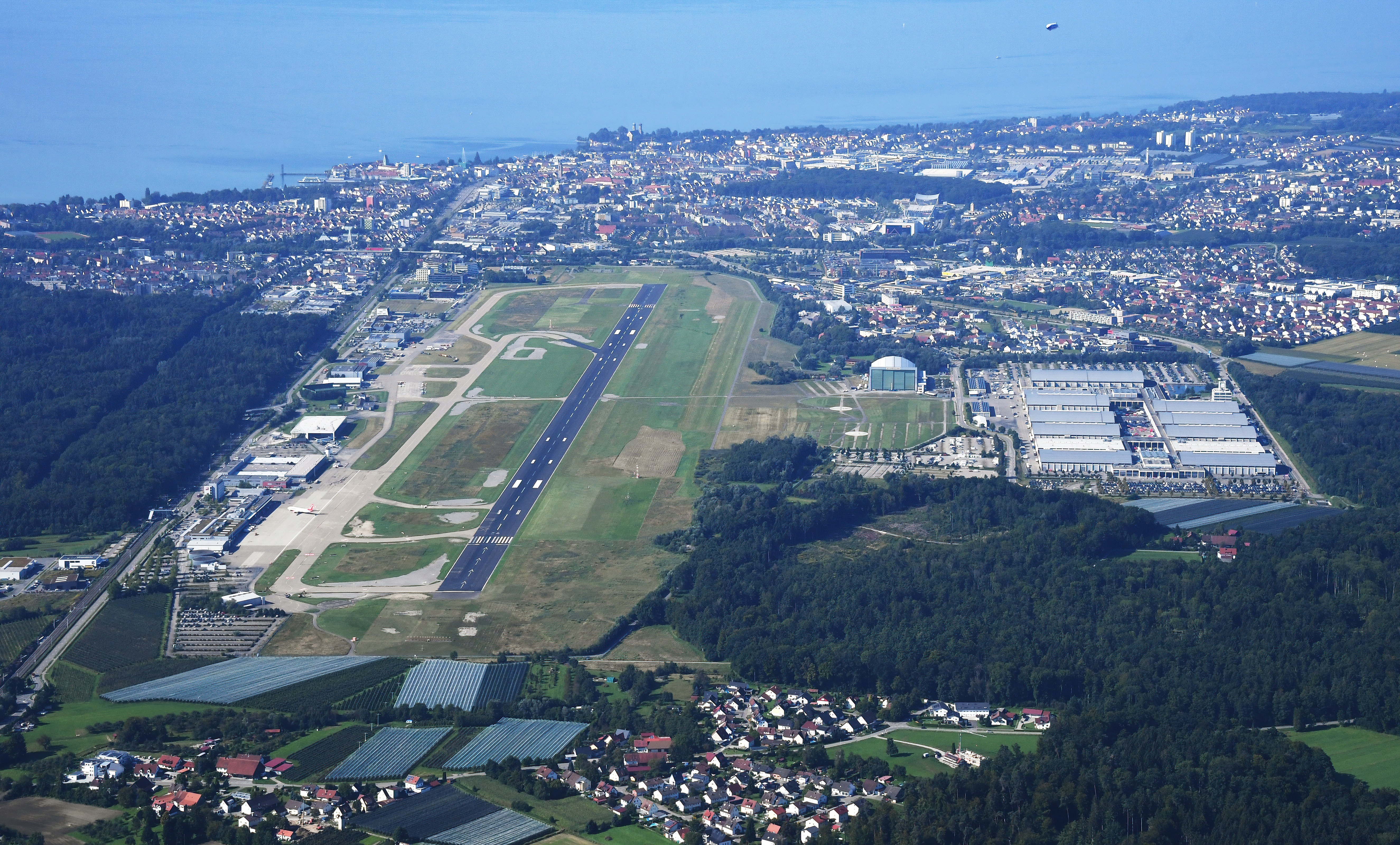
De luchthaven (links) en de jaarbeursgebouwen (rechts) van Friedrichshafen

## Geschiedenis
De luchthaven heeft een geschiedenis, die teruggaat tot 1913. De eerste officiële passagiersvluchten met de Zeppelin begonnen hier, lang voordat ze die op Frankfurt gingen gebruiken. De huidige moderne start- en landingsbaan werd in 1994 aangelegd. In 1997 verkocht de Duitse overheid de luchthaven aan een private partij.
Anno 2022 was het voortbestaan van de luchthaven onzeker, daar de exploitante in financiële moeilijkheden verkeerde.
De luchthaven wordt voor een zeer beperkt aantal lijnvluchten gebruikt, en verder vooral voor zomerse chartervluchten naar vakantiebestemmingen in met name de landen rond de Middellandse Zee.